# سبيرونولاكتون
السبيرونولاكتون (بالإنجليزية: Spironolactone)‏ من المدرات الحافظة للبوتاسيوم، يُستعمل في علاج ارتفاع ضغط الدم بالمشاركة مع المدرات التيازيديه، كما يستخدم في علاج قصور القلب بتركيز أقل، ويجب عند وصفه مراقبة مستوى البوتاسيوم في الدم بشكل دوري لأن السبيرونولاكتون يؤدي في بعض الأحيان إلى رفع مستوى البوتاسيوم في الدم لمستويات خطيرة ( فرط بوتاسيوم الدم) قد تؤدي إلى لانظميات خطرة.
نظراً لبنيته الكيميائية الشبيهة بمادة التستوستيرون فإن السبيرانولاكتون يمكنه أن يمنع تأثيره.. بأن يستقر في مستقبلات التستوستيرون ويعمل حجب لتأثيرها ..و من هذا المنطلق يقوم بعض الأطباء بوصفه لعلاج تساقط الشعر الأندروجيني وخاصة عند النساء.
وكما يقلل من شعرانية الجسم (ما عدا شعر الرأس) أو ما يسمى hirsutism لنفس الخاصية المذكورة بالأعلى.

## دواعي الاستعمال[6]
يُستخدم سبيرونولاكتون لعلاج الحالات التالية:
فشل القلب الاحتقاني (NYHA الصف الثالث والرابع) مع انخفاض الكسر القذفي:
لتحسين البقاء على قيد الحياة، تقليل الوذمة، والحد من الحاجة إلى دخول المستشفى بسبب فشل القلب. يُعطى عادةً مع أدوية أخرى لعلاج فشل القلب.
ارتفاع ضغط الدم:
كعلاج إضافي لدى المرضى الذين لم تتم السيطرة على ضغطهم بشكل كافٍ باستخدام أدوية أخرى.
الوذمة المصاحبة لتشمع الكبد:
عندما لا تستجيب الوذمة لتقييد السوائل والصوديوم
الوذمة المصاحبة لمتلازمة النفروز (Nephrotic Syndrome):
يُستخدم سبيرونولاكتون في حالات الوذمة المرتبطة بمتلازمة النفروز عندما يكون علاج السبب الأساسي، وتقييد تناول السوائل والصوديوم، واستخدام مدرات البول الأخرى غير كافٍ لتحقيق الاستجابة المطلوبة.
الوذمة المقاومة للعلاج المرتبطة بـ:
- فشل القلب الاحتقاني

- الاستسقاء الخبيث

- تليف الكبد المصحوب بالاستسقاء

- ارتفاع ضغط الدم الأساسي

## آلية العمل[6]
الألدوستيرون هو هرمون رئيسي في نظام الرينين-أنجيوتنسين-ألدوستيرون (RAAS). يرتبط بمستقبلات القشرانيات المعدنية (Mineralocorticoid Receptors) في الأنابيب البعيدة والأنبوب الجامع في الكلى، مما يؤدي إلى:
- إعادة امتصاص الصوديوم

- إفراز البوتاسيوم

- زيادة تصلب الأوعية الدموية وإحداث تغيرات تركيبية فيها (remodeling)

- تنشيط المسارات الالتهابية

سبيرونولاكتون ونواتجه النشطة (metabolites) يعملون كمضادات للألدوستيرون.
يرتبطون بشكل تنافسي مع المستقبلات في موقع تبادل الصوديوم-البوتاسيوم المعتمد على الألدوستيرون في الأنبوب الملتوي البعيد في الكلية، مما يؤدي إلى:
- زيادة طرح الصوديوم والماء في البول

- تقليل فقدان البوتاسيوم (تأثير حافظ للبوتاسيوم)

وبالتالي، يعمل سبيرونولاكتون كـ مدر بولي ودواء خافض للضغط.
يمكن استخدامه بمفرده أو مع مدرات بول أخرى تعمل في أجزاء أقرب من الأنبوب الكلوي (مثل مدرات العروة أو الثيازيدات)